# Lesotho vid världsmästerskapen i simsport 2022
Lesotho tävlade vid världsmästerskapen i simsport 2022 i Budapest i Ungern mellan den 17 juni och 3 juli 2022. Lesotho hade en trupp på en idrottare.

## Simning
| Idrottare      | Gren                         | Heat            | Heat            | Semifinal        | Semifinal        | Final            | Final            |
| Idrottare      | Gren                         | Tid             | Placering       | Tid              | Placering        | Tid              | Placering        |
| -------------- | ---------------------------- | --------------- | --------------- | ---------------- | ---------------- | ---------------- | ---------------- |
| Refiloe Chopho | Herrarnas 50 meter bröstsim  | 40,56           | 57              | Gick inte vidare | Gick inte vidare | Gick inte vidare | Gick inte vidare |
| Refiloe Chopho | Herrarnas 50 meter fjärilsim | Diskvalificerad | Diskvalificerad | Gick inte vidare | Gick inte vidare | Gick inte vidare | Gick inte vidare |